# Can Bogunyà del Mas
Can Bogunyà del Mas, o simplement Can Bogunyà, és una masia del municipi de Terrassa (Vallès Occidental) protegida com a bé cultural d'interès local. És situada al pla de Can Bogunyà, al nord de la ciutat, fora de la trama urbana, més enllà de l'autovia B-40 i vora el naixement de la riera del Palau, poc més avall de la confluència entre els torrents de Can Bogunyà i Can Candi. S'hi accedeix per un trencall de la B-122, o carretera de Rellinars, al seu pas pel barri del Poblenou. Can Bogunyà es troba en terrenys del Parc Agroforestal de Terrassa.

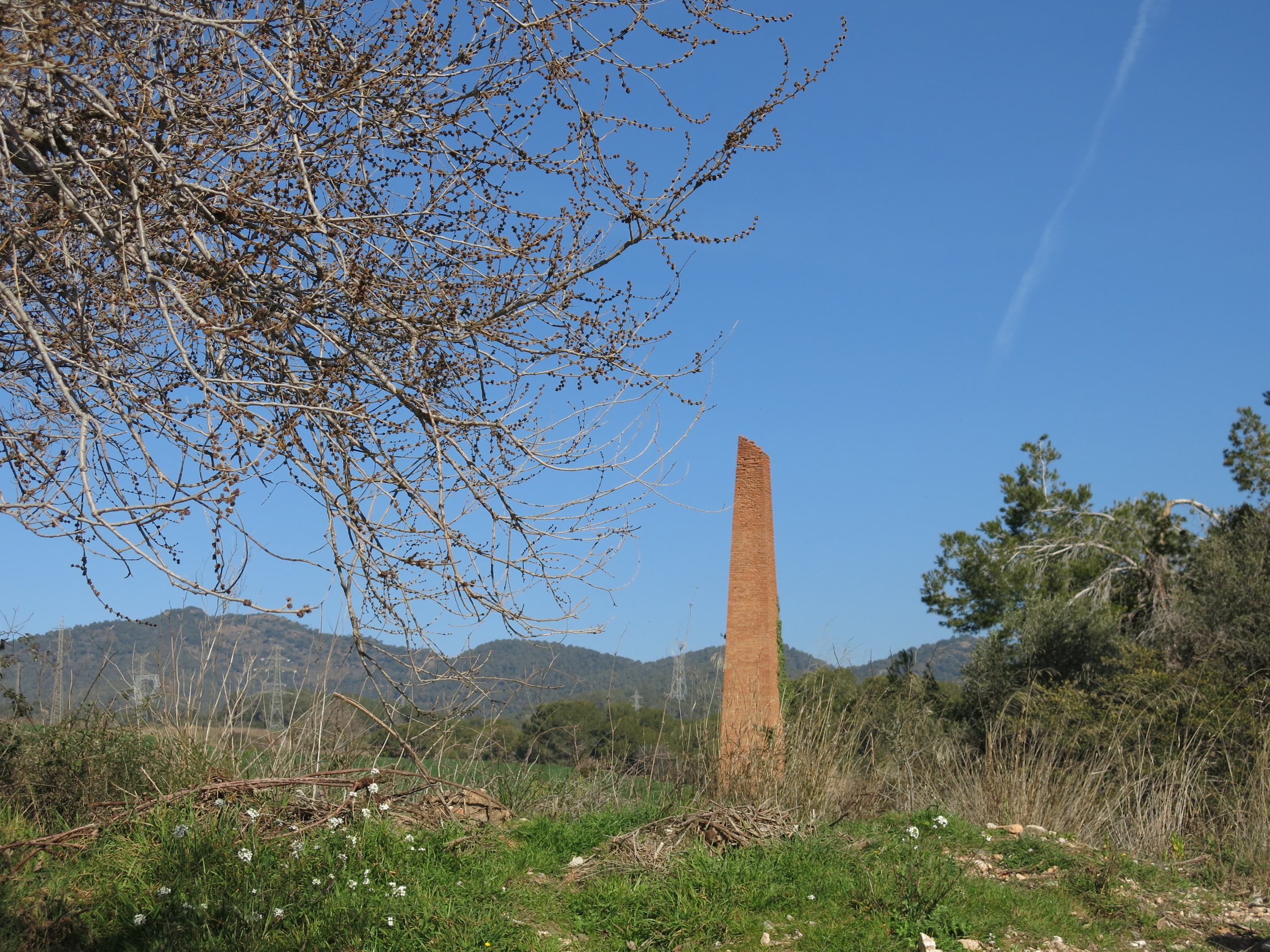
Xemeneia de l'antiga bòbila de Can Bogunyà

A l'est del mas hi ha l'antiga bòbila de Can Bogunyà, inclosa en l'Inventari del Patrimoni Arquitectònic de Catalunya.

## Descripció
És una masia aïllada, de planta rectangular, amb planta baixa, pis i graner. La coberta és dues aigües. La façana principal, de composició gairebé simètrica, està orientada a migdia i és perpendicular al carener.
La planta baixa presenta un portal d'accés en arc de mig punt adovellat, i finestra i porta de factura contemporània. Al pis hi ha dos balcons de ferro de forja a cada costat d'una finestra, centrada a la façana, feta amb llinda i brancals de pedra on es pot llegir la data de 1615. En un extrem apareix una fornícula amb un sant.

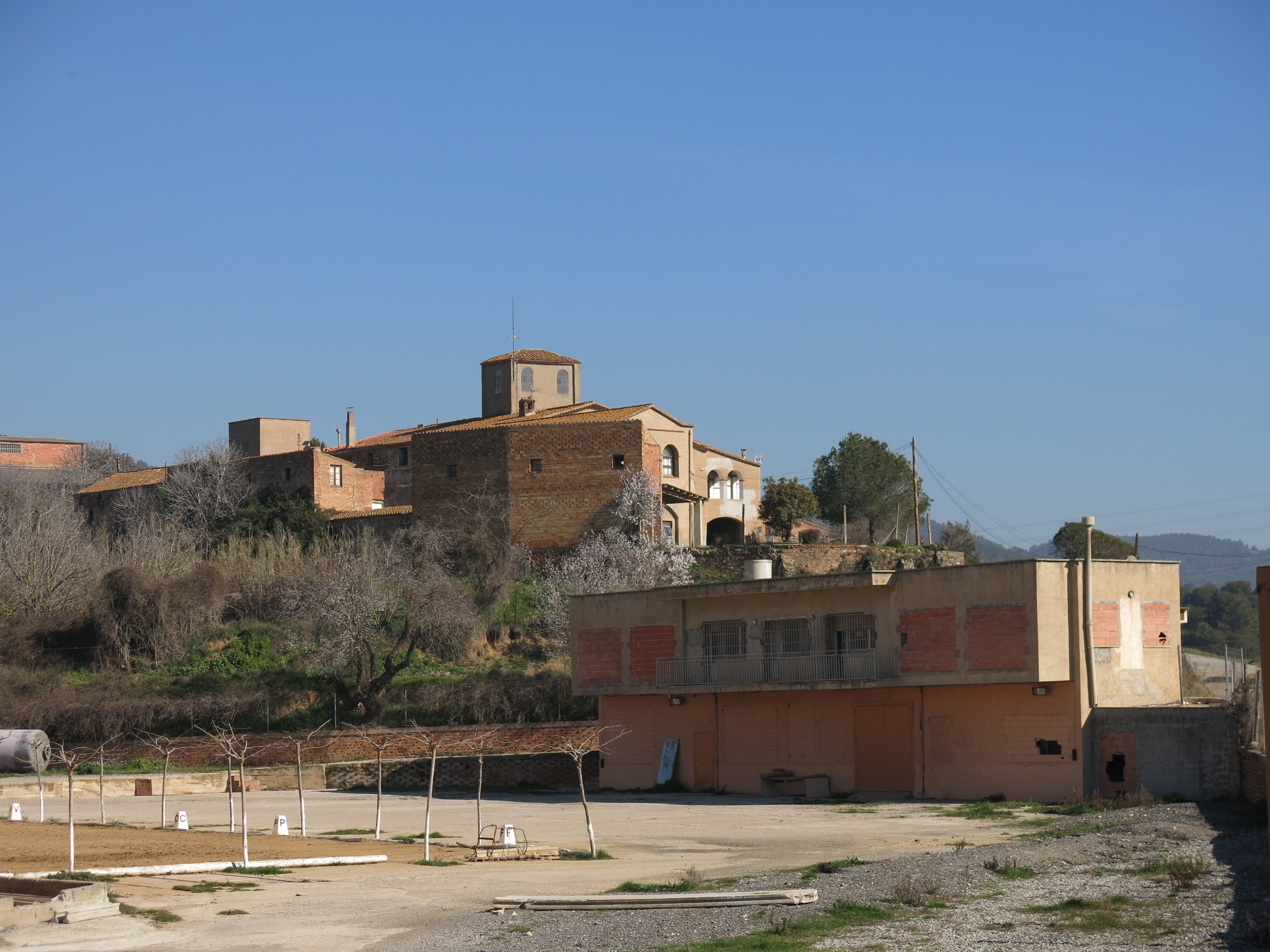
El mas de Can Bogunyà des de les naus industrials adjacents

L'acabament de la façana és amb una petita cornisa de teules i rajoles. A dalt hi ha la coberta i, afegida posteriorment, es troba una torre lluerna amb teulada a quatre vessants. Al costat dret de l'edifici hi ha un cos afegit de galeries amb un pas inferior d'arc rebaixat. Presenta arrebossat amb dibuixos de carreus.

## Història
El topònim Bogunyà ja està documentat a la zona de Terrassa almenys des del segle xi. El primer membre d'aquest llinatge documentat al mas és una tal Maria Bogunyà, el 1261, i el darrer, Ramon Bogunyà i Pi, el 1894; se sap que la família va abandonar el mas poc després de la Guerra Civil i després el van vendre. Aquesta mateixa família estava establerta també a la ciutat –si més no entre 1595 i 1909, dates en què se'n té constància documental–, on tenien casa al carrer Major i al raval de Montserrat: d'aquesta darrera etapa és la casa pairal d'en Josep Bogunyà, construcció modernista de 1905 de l'arquitecte Lluís Muncunill. Un dels membres de la família, Bartomeu Bogunyà, fou batlle de Terrassa al segle xvi.
Entre el 1910 i el 1914, el pintor Joaquim Torres Garcia hi va instal·lar l'escola Mont d'Or.

## Pantà de Can Bogunyà

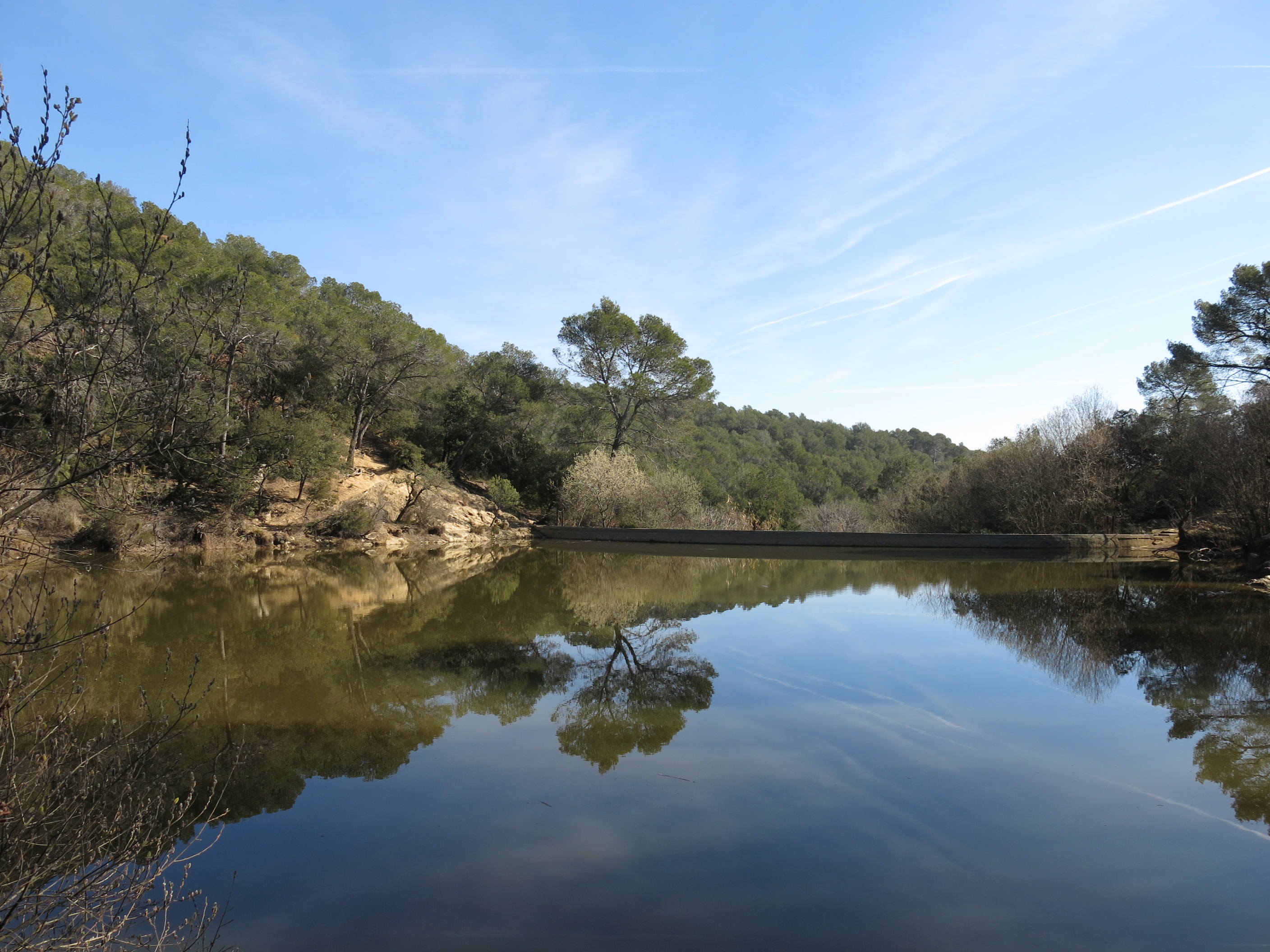
El pantà de Can Bogunyà, o Llac Petit

Al nord-oest del mas, vora el Parc Audiovisual de Catalunya, antic Hospital del Tòrax, hi ha el pantà de Can Bogunyà, conegut popularment com el Llac Petit, que recull les aigües del torrent del mateix nom i s'alimenta de les aigües de pluja i de les fonts de la Bardissa i de l'Alzina. És una construcció de l'any 1907, tot i que no se sap ben bé amb quina finalitat es va dur a terme. S'especula amb dues raons que l'explicarien, la primera de les quals és que el propietari de Can Bogunyà va construir aquest petit embassament per abastir els camps de la seva masia; una altra versió diu que, l'any 1872, Andreu Marí va comprar la mina Vinyals per dur les seves aigües a Sabadell.